# Groupe Stratégie de la Formule 1
Le Groupe Stratégie de la Formule 1, qui réunit les écuries de pointe de la saison écoulée, forme un triumvirat avec la Fédération internationale de l'automobile et la Formula One Management pour la gouvernance de la discipline. Il est composé, en 2015, de la Scuderia Ferrari, Mercedes Grand Prix, McLaren Racing, Red Bull Racing, Williams F1 Team et Force India. 

## Composition
Le Groupe Stratégie de la Formule 1, qui réunit les écuries de pointe de la saison écoulée, forme un triumvirat avec la Fédération internationale de l'automobile et la Formula One Management pour la gouvernance de la discipline. En 2015, il inclut la Scuderia Ferrari, Mercedes Grand Prix, McLaren Racing, Red Bull Racing, Williams F1 Team et Force India. 
Plusieurs critiques émanant du Groupe Stratégie de la Formule 1 ont été adressées aux décideurs concernant les groupes propulseurs (coût excessif, complexité, manque de puissance et manque de bruit). 

## Réunion du 14 mai 2015 à Biggin Hill
Pour 2016, la principale proposition concerne le manufacturier de pneumatiques Pirelli qui doit proposer un choix plus étendu de pneumatiques tendres et durs utilisables tout le weekend de course. 
Pour 2017, les principales propositions concernent l'autorisation de ravitaillements en carburant en course, l'augmentation du régime maximum des moteurs, l'adoption de pneus plus larges, une aérodynamique plus agressive et une réduction du poids. L'autorisation de fournir un châssis à une autre écurie est également débattue. 

## Remise en cause du Groupe Stratégie
Le 22 mai 2015, les patrons de Red Bull Racing et de Force India, écuries participantes au groupe, déclarent ce jour que l'instance n'est pas adaptée à la prise de décision.

## Position de la FIA du1erjuillet 2015
Aucune des propositions du 14 mai n'est retenue,.

## Réunion du 14 septembre 2015 à Londres
Le Groupe Stratégie élabore des propositions portant sur la possibilité pour les motoristes de fournir des équipements moins chers à certains clients (comme les versions de la saison précédente) et sur l'aménagement du calendrier pour augmenter la durée de la pause estivale,,.

## Plainte auprès de l'Union européenne du 29 septembre 2015
Sauber et Force India portent plainte auprès de l'Union européenne pour contester la manière dont les règlements de la Formule 1 sont modifiés et validés ; ils remettent en cause le fonctionnement du Groupe Stratégie.

## Calendrier de ratification des évolutions prévues pour la saison 2017
Le 30 septembre 2015, le patron de l'écurie Red Bull Racing annonce que le Groupe Stratégie de la Formule 1 étudiera les évolutions proposées par le groupe de travail technique pour la saison 2017 de manière que le Conseil Mondial de la FIA puisse les ratifier à fin octobre 2015 : elles auraient pour objectif de gagner 5 à 6 secondes au tour en utilisant mieux l'effet de sol, en disposant de moteurs plus puissants et de pneus plus larges.

## Communiqué de la FIA du 26 octobre 2015 concernant les moteurs
La FIA prend acte, d'une part de la position majoritaire des membres du Groupe Stratégie en faveur d'un prix maximum du moteur (10,8 millions d'euros pour la version de l'année en cours, 7,2 millions pour celle de l'année précédente) proposable par les motoristes aux écuries clientes et, d'autre part, du veto de la Scuderia Ferrari face à cette proposition. Elle décide de lancer une consultation et un appel d'offres en vue de l'introduction éventuelle pour la saison 2017 d'un moteur client dont le coût serait nettement inférieur aux coûts actuels,.

## Réunion du 24 novembre 2015 à Paris
Les écuries membres du Groupe Stratégie, la FOM représentée par Bernie Ecclestone et la FIA représentée par Jean Todt réunies pour examiner le projet de moteurs clients (V6 turbo de 2,5 litres de cylindrée, indépendant des constructeurs automobiles et à prix réduit) -auquel Ilmor, AER et Mecachrome sont prêts à participer- ont validé cette solution grâce aux voix prépondérantes de la FOM et de la FIA : elle conduira à deux types de motorisation pour les écuries à partir de la saison 2017, moteurs clients en concurrence avec les moteurs V6 hybride turbo de 1,6 litre de cylindrée fournis par les constructeurs automobiles (Ferrari, Honda, Mercedes-Benz et Renault).
La Commission F1 de la FIA, réunie dans la foulée, rejette cette proposition à la suite du vote de Ferrari, McLaren Racing, Mercedes-Benz et Sauber F1 Team, déclenchant la colère de Red Bull Racing, écurie 4 fois championne du monde et à la recherche de moteurs pour les saisons à venir. 
Un compromis est à l'étude, gel de la motorisation actuelle pour 2016 et 2017, et nouvelles spécifications de moteur (plus simple et moins cher) pour 2018 : la FIA a demandé aux constructeurs automobiles motoristes en Formule 1 de soumettre une proposition pour le 15 janvier 2016 avec quatre objectifs
- La garantie de fourniture de moteurs aux écuries clientes,
- La baisse de prix de ces moteurs,
- La simplification des règles techniques des moteurs pour 2017 au plus tôt, 2018 au plus tard.
- L'accroissement du bruit par de nouvelles règles[19].

## Réunion du 18 janvier 2016 à Genève
Préalablement à la réunion, l'écurie Williams F1 Team, par la voix de Claire Williams, déclare : "La plupart du temps nous ne sommes pas d’accord et c’est vraiment frustrant. Cela fait 2 ans et demi que je participe à ces réunions, cela dure 6 heures et parfois plus. Mais il y a peu de bonnes décisions qui en sortent", reflétant la difficulté que les écuries en compétition ont à dépasser leurs intérêts particuliers au profit de l'intérêt général de la Formule 1. À l'issue de la réunion, les médias font état de deux propositions, la limitation à 12 millions d'euros du coût de facturation d'un moteur par équipe et par saison (unanimité Ferrari, Honda, Mercedes et Renault) grâce à la standardisation de pièces, et l'augmentation du bruit des moteurs.

## Réunion du Conseil mondial du sport automobile le 4 mars 2016, à Genève
Deux décisions sont adoptées, un nouveau format de qualification pour les Grands Prix, le report au 30 avril 2016 pour la finalisation des réglements technique et sportif 2017, « en particulier pour ce qui concerne la réglementation relative au moteur axée sur les quatre points essentiels que sont les coûts de fourniture, l’obligation de fourniture, la convergence des performances et l’amélioration de la sonorité »; concernant la carrosserie, le Conseil a noté que les premières simulations des propositions de la Commission F1 ont indiqué « une amélioration des temps au tour d’environ 4-5 secondes sur la plupart des circuits ». 

## Remise en cause d'une décision de la FIA (et du Groupe Stratégie), le 19 mars 2016, à Melbourne
Les directeurs d'écurie de Formule 1 ont remis en cause le nouveau format de qualification pour les Grands Prix -compte tenu de la situation engendrée par son application- et ont demandé le retour à l'ancien format, ce que le Groupe Stratégie et la FIA ont accepté. 

## Réunion du Groupe Stratégie et de la Commission F1 le 26 avril 2016, à Biggin Hill
La décision finale concernant la réglementation technique 2017 devrait être prise, avec pour objectif de permettre aux monoplaces de rouler cinq secondes plus vite au tour qu'aujourd'hui. Si les règlements aérodynamiques sont validés, la question de la consommation de carburant est à l'ordre du jour : les pneus plus larges devraient contribuer à l'augmenter et les 100 kg actuellement embarqués ne permettraient plus aux pilotes de disputer un Grand Prix à vitesse maximale,. Les premières décisions publiées après les deux réunions concernent les châssis (monoplaces et pneus plus larges), la question relative aux coûts de moteurs est encore à l'étude : le groupe des motoristes effectuera une proposition d'ici le 30 avril et un vote électronique sera effectué à distance par les différentes instances.

## Décisions de la FIA du 26 avril 2016
À la suite des réunions des motoristes, du Groupe Stratégie, des votes de la Commission F1 et du Conseil Mondial du Sport automobile (par voie électronique), les décisions suivantes sont arrêtées concernant les moteurs
- pour 2017, le prix unitaire pour les équipes clientes sera diminué d'un million d'euros par rapport au prix unitaire 2016, le système de jetons de développement sera abandonné, des contraintes sur le poids, le dimensionnement et la nature des matériaux seront introduites, des contraintes sur la pression des turbos seront introduites,
- pour 2018, le prix unitaire pour les équipes clientes sera diminué de trois millions d'euros par rapport au prix unitaire 2017,  le nombre de moteurs par pilote sera limité à trois pour la saison[27].

Par ailleurs les motoristes seront dans l'obligation de fournir une équipe client si elle se retrouve sans moteur. 